# Olof Bergh

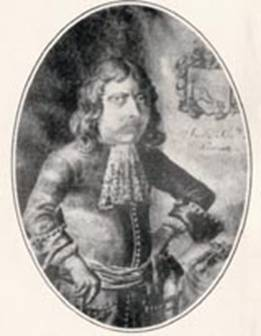
Porträtt av Olof Bergh 1685

Olof Bergh, född 1643 i Göteborg, död 1723 på Kaphalvön, var en svensk upptäcktsresande.
Mycket lite är känt om Olof Berghs bakgrund. Enligt uppgifter skall han ha varit "den sistfödde i en aristokratisk familj". 1665 tog han anställning vid Nederländska Ostindiska Kompaniet, var en tid verksam på Ceylon innan han 1676 kom han till Kapkolonin som då tillhörde Nederländerna, där han ledde ett antal mindre handelsexpeditioner norrut. Bergh fick i uppdrag av generalguvernören för Holländska Indien att utforska landet åt nordväst och särskilt en förmodad kopparfyndighet några tusen kilometer från Godahoppsudden, en expedition som genomfördes 1682-1683. Någon kopparfyndighet fanns dock inte där, men Bergh rapporterade noggrant om de områden han undersökt. Som tack för sina insatser erhöll han plats i Kapkolonins politiska råd. På grund av tillgrepp av varor i samband med bärgningen av ett vrak 1687 fick han lov att lämna sin tjänst och förvisades till Robben Island. Straffet upphävdes 1690 och Bergh flyttade då med sin familj till Ceylon. 1695 återvände han till Kapkolonin och blev då garnisonskommendant vid Godahoppsfästningen och på nytt medlem i kolonins politiska råd. Han företog 1699-1700 en ny forskningsexpedition och återvände med värdefulla uppgifter. Bergh blev senare bisittare i kolonins domstol, Raad van Justisie och inspektör vid borgargardena. 1717 lämnade han sina uppdrag.
Floden Bergh river och Berghfontein (senare Klipfontein) har uppkallats efter honom. Olof Berghs dagböcker publicerades 1931.